# Maxime Lanusse
Maxime Lanusse  (* 1853 in Bernac-Debat, Département Hautes-Pyrénées; † 1930) war ein französischer Romanist und Grammatiker.

## Leben und Werk
Jean Marie Maximien Lanusse studierte in Bordeaux und bestand 1883 die Agrégation de grammaire. Er war dann Gymnasiallehrer in Tarbes, Mont-de-Marsan, Montpellier, Villefranche, Vesoul, Nevers, Nizza und Grenoble. Er habilitierte sich mit den beiden Thèses De l'influence du dialecte gascon sur la langue française de la fin du XVe siècle à la seconde moitié du XVIIe (Grenoble/Paris 1893, Genf 1977; Prix Saintour der Académie française) und De Joanne Nicotio (Jean Nicot) philologo  (Grenoble 1893) und wurde Gymnasiallehrer in Paris (Lycée Charlemagne, 1893–1908; Lycée Lakanal, 1908–1917; Lycée Louis-le-Grand, 1917–19).

## Weitere Werke
- Montaigne, Paris 1895, Genf 1969
- (Hrsg.) Chefs-d'oeuvre poétiques de Marot, Ronsard, Du Bellay, d'Aubigné, Régnier, Paris 1897, 1912
- (Mit Henri Yvon) Cours complet de grammaire française [1.] Classes préparatoires, Paris  1914  [2.] Classes élémentaires, Paris 1914 [3.] Classes de grammaire et classes supérieures, Paris 1921,16. Auflage 1955 [4.] Classe de sixième, Paris 1926
- (Hrsg.) Blaise de Monluc, Commentaires, 2 Bde., Paris 1927
- Manuel d'analyse grammaticale et d'analyse logique conforme aux programmes de l'enseignement secondaire et de l'enseignement primaire, Paris 1928
- (mit Henri Yvon) La nomenclature grammaticale de 1910. Textes et commentaire, Paris  1929